# Communauté de communes d’Aure
Die Communauté de communes d’Aure ist ein ehemaliger französischer Gemeindeverband mit der Rechtsform einer Communauté de communes im Département Hautes-Pyrénées in der Region Okzitanien. Sie wurde am 19. Dezember 2003 gegründet und umfasste zehn Gemeinden. Der Verwaltungssitz befand sich im Ort Arreau. Der Gemeindeverband ist nach dem Vallée d’Aure benannt.

## Historische Entwicklung
Mit Wirkung vom 1. Januar 2017 wurde der Gemeindeverband aufgelöst. Seine Mitgliedsgemeinden wurden in die  
Communauté de communes Aure Louron integriert.

## Ehemalige Mitgliedsgemeinden
1. Ardengost
2. Arreau
3. Aspin-Aure
4. Beyrède-Jumet
5. Camous
6. Fréchet-Aure
7. Ilhet
8. Jézeau
9. Pailhac
10. Sarrancolin